# Can Jaques
Can Jaques és una masia de Sant Agustí de Lluçanès (Osona) inclosa a l'Inventari del Patrimoni Arquitectònic de Catalunya.

## Descripció
Edifici de planta rectangular i teulat a doble vessant lateral a l'antiga façana principal. L'actual construcció presenta la meitat de l'edifici que conserva l'estructura antiga i a l'altra meitat feta de maó, d'estructura nova. La part antiga té el mur de pedra i morter i presenta les restes d'unes grans finestres tapiades de les quals es veuen les llindes i muntants. A la part del davant de la casa s'hi ha afegit una construcció d'una planta i terrat, i a l'antiga façana una ala de corts.

## Història
Aquesta construcció és de la mateixa època que la des Collet, actual hostal molt proper que encara conserva carreus datats al 1762 i 1812.